# Tomimoto Kenkichi

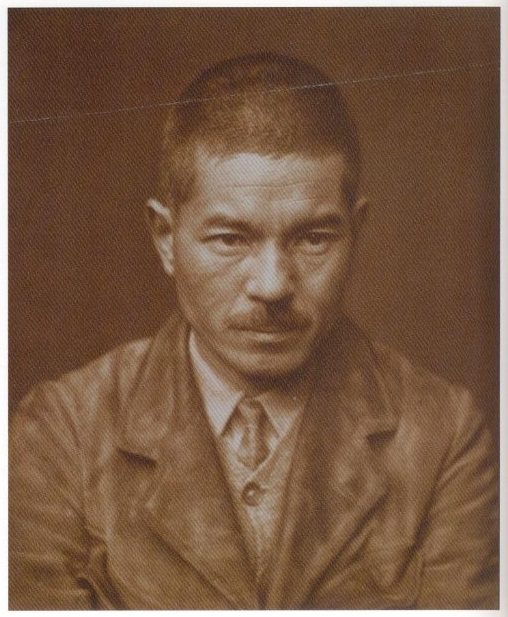
Tomimoto Kenkichi, um 1925

Tomimoto Kenkichi (japanisch 富本 憲吉 in Ando, Landkreis Ikoma, Präfektur Nara; * 5. Juni 1886; † 8. Juni 1963) war ein japanischer Töpfer der Taishō- und Shōwa-Zeit.

## Leben
Tomimoto machte seinen Abschluss an der „Kunstakademie Tokio“ (Tōkyō bijutsu gakkō, heute Tōkyō Geijutsu Daigaku) in der Abteilung für Architektur. 1908 ging er nach England und bildete sich an der Central School of Art and Design in London weiter. Als er 1910 nach Japan zurückkehrte, traf er den Töpfer Bernard Leach und schloss Freundschaft mit ihm. Allmählich wandte er sich selbst der Töpferei zu. Zunächst versuchte er, in seiner Heimat zu arbeiten, zog dann aber 1915 nach Tokio und baute einen Ofen in Soshigaya und begann nun, hauptsächlich als Töpfer zu arbeiten. Entsprechend dem Stil der Taishō-Zeit beschäftigte er sich mit weißem Porzellan, mit Porzellanmalerei, mit der Erweiterung seiner Farbpalette.
1927 wurde die Künstlergesellschaft Kokugakai um eine Abteilung für Töpferei erweitert, deren Mitglied Tomimoto wurde. 1935 wurde er Mitglied der Japanischen Akademie der Künste, 1944 Professor an der Kunstakademie Tokio, trat nach Ende des Zweiten Weltkrieges aber von diesem Post zurück und zog nach Kyoto um. Seit dieser Zeit verwandte er Gold und Silber, um eine persönliche, prächtige Farbgebung zu erreichen. 1949 wurde Tomikichi Professor an der „Städtischen Kunsthochschule Kyoto“ (京都市立美術大学, Kyōto shiritsu bijutsu daigaku), 1955 wurde er als „Lebender Nationalschatz“ für seine Tätigkeit als Bewahrer des farbdekorierten Porzellans ausgezeichnet. 1961 erhielt er den japanischen Kulturorden.
Tomimoto schuf auch Holzschnitte, und zwar „Selbst entworfen, selbst geschnitten und selbst gedruckt“, also in der Art der Sōsaku-hanga. In seinem Heimatort Ando gibt es ein „Tomimoto-Kenkichi-Gedenkmuseum“.

## Schriften (Auswahl)
- Tehen zakki, 1925 (窯辺雑記, „Vermischte Erinnerungen am Brennofen“)
- Rakuyaki kōtei, 1930 (楽焼工程, „Der Prozess des Raku-Brandes“)
- Seitō yoroku, 1940 (製陶余録, „Aufzeichnungen zur Porzellanherstellung“)